# Kyllquellgebiet
Koordinaten: 50° 23′ 5″ N, 6° 22′ 28″ O
Das Naturschutzgebiet Kyllquellgebiet liegt auf dem Gebiet der Gemeinde Hellenthal im Kreis Euskirchen in Nordrhein-Westfalen.
Das aus drei Teilflächen bestehende Gebiet erstreckt sich südwestlich des Kernortes Hellenthal, südlich des Hellenthaler Ortsteils Udenbreth und nordöstlich von Losheimergraben, einer Siedlung auf der deutsch-belgischen Grenze, die auf dem Gebiet der deutschen Gemeinde Hellenthal und der belgischen Gemeinde Büllingen in der Eifel liegt. Westlich verläuft die B 265 und die Grenze zu Belgien, nördlich verläuft die Landesstraße L 110. Östlich fließt die Kyll und südwestlich die Our. Am südöstlichen Rand des Gebietes verläuft die Landesgrenze zu Rheinland-Pfalz.

## Bedeutung
Für Hellenthal ist seit 2005 ein 109,09 ha großes Gebiet unter der Kenn-Nummer EU-146 als Naturschutzgebiet ausgewiesen. Das Gebiet wurde unter Schutz gestellt wegen der Bedeutung des Gebietes für die Errichtung eines zusammenhängenden ökologischen Netzes besonderer Schutzgebiete in Europa.